# De zeven schepenen van Eys
De zeven schepenen van Eys is een sprookje uit Limburg.

## Het verhaal
Honderden jaren geleden waren er zeven toonbeelden van wijsheid en voorzichtigheid in Eys. Ze vergaderen onder de grote lindeboom en noemen eerst de namen van de leden. De oude schout kan niet tot het getal zeven komen en komt altijd op zes of acht. Men besluit de vuisten in de grond te zetten, zodat het aantal gaten kan worden geteld. Ook de afstammelingen van Romulus, de senatoren van het oude Rome, moesten ieder jaar dat ze consul waren een spijker in de muur van het Capitool slaan. De kerk van Eys staat op een heuvel en de ouden kunnen daar moeilijk komen. Men besluit de kerk naar beneden te schuiven. De schepenen zijn erg vermoeid van het zitten op de grond en er komt een herder met zijn kudde voorbij.
De herder slaat de schepenen met zijn zweep en de schepenen vinden hun benen terug. De zeven schepenen zetten zich tegen het kerkgebouw en ze proberen de tempel van zijn plaats te duwen. Ze leggen hun wambuizen voor het gebouw en als ze gaan kijken, zijn ze niet meer te zien. Men weet echter niet dat dieven de wambuizen hebben gestolen. Vreugdevol roept men de naam van Willem van Nassau en 's avonds schittert de maan. De zeven wijzen lopen langs de oever van de beek en één ziet de maan in het water spiegelen. Hij roept zijn kameraden op deze mooie ronde Hollandse kaas te pakken, maar de beek is diep en niemand durft.
Ze besluiten aan de kromme wilgenboom te gaan hangen, Pieter de Barbier moet aan de benen van Jan de Smid gaan hangen. Daaraan hangen de andere mannen en de schout zal de onderste zijn. Jan de Smid moet echter in zijn handen spugen en laat los, waarna ze allen in het water vallen. Daar liggen ze nog steeds, want bij volle maan kan men ze nog altijd zien spartelen. Samen met de Tantalussen grijpen ze naar de kaas, die ze eeuwig ontwijkt. De Limburger die dit leest zal denken dat dit niet in Eys kan zijn gebeurd, omdat daar geen schepenen zijn. Dat klopt, ze zijn verdronken.

## Achtergronden
- In De maan (KHM175) lukt het wel de maan te pakken.
- De Agathakerk bestond al in de 12e eeuw en werd herbouwd in 1712.